# Stora Ton
Stora Ton är en sjö i Skinnskattebergs kommun i Västmanland och ingår i Norrströms huvudavrinningsområde. Sjön är 20 meter djup, har en yta på 0,152 kvadratkilometer och befinner sig 112,3 meter över havet.

## Delavrinningsområde
Stora Ton ingår i det delavrinningsområde (663266-149160) som SMHI kallar för Utloppet av Nedre Vättern. Medelhöjden är 139 meter över havet och ytan är 61 kvadratkilometer. Räknas de 35 avrinningsområdena uppströms in blir den ackumulerade arean 481,7 kvadratkilometer. Hedströmmen som avvattnar avrinningsområdet har biflödesordning 3, vilket innebär att vattnet flödar genom totalt 3 vattendrag innan det når havet efter 193 kilometer. Avrinningsområdet består mestadels av skog (71 procent). Avrinningsområdet har 7,02 kvadratkilometer vattenytor vilket ger det en sjöprocent på 11,5 procent. Bebyggelsen i området täcker en yta av 2,07 kvadratkilometer eller 3 procent av avrinningsområdet.